# Баженовская свита
Баженовская свита — группа нефтематеринских горных пород (свита), выявленная Ф. Г. Гурари в 1959 году на территории приблизительно 1,2 млн км² в Западной Сибири. Название происходит от села Баженово в Саргатском районе Омской области. Именно там впервые обнаружили глинистые отложения, относящиеся к неизвестному до тех пор типу нефтематеринских пород. Образована осадочными породами морского дна в титонском-берриасском веках в конце юрского и начале мелового периода, (около 145 млн лет назад). Свита залегает на глубинах двух-трёх километров и имеет небольшую мощность: обычно двадцать-тридцать метров, не более 60 метров в депоцентре.
В баженовской свите сконцентрирована большая часть горючих сланцев России, содержащих как твёрдое органическое вещество (кероген), так и жидкую легкую нефть низкопроницаемых коллекторов (чаще всего некорректно называемую сланцевой нефтью). Запасы углеводородов в баженовской свите являются трудноизвлекаемыми. Для увеличения нефтеотдачи при разработке нефти низкопроницаемых коллекторов может применяться наклонно-горизонтальное бурение и гидравлический разрыв пласта. По оценкам Wood Mackenzie содержание нефти в свите достигает 2 триллионов баррелей. В 2013 году Роснефть оценила извлекаемые запасы в 22 млрд баррелей. По оценке Роснедр в 2012 году, породы могут содержать 180—360 млрд баррелей извлекаемых запасов. По данным US EIA от июня 2013 суммарные запасы около 1,2 трлн баррелей нефти, из которых 74 млрд могут быть технически извлекаемыми.
Свита по большей части сложена из карбонатных глинистых и кремнистых пород, источником органического вещества в которых стали остатки планктона с кремнёвым скелетом: радиолярии и диатомеи. Общее содержание органического вещества — около 14 % (до 2,7 % жидкого, около 12 % кероген типа II), минеральное вещество (кремнезём, гидрослюда, кальцит, и др.) — 85 %.
Свита изучается с 1960-х годов. О планах разработки нефти из баженовской свиты сообщали: Газпром нефть (совместно с Royal Dutch Shell), Лукойл, Роснефть, Сургутнефтегаз. В рамках научно-исследовательского проекта по комплексному исследованию баженовской свиты «Газпромнефть» и Инжиниринговый центр МФТИ по трудноизвлекаемым полезным ископаемым разработали новые технологии и подходы для промышленного освоения залежей нетрадиционных запасов.
Пилотные проекты по бурению наклонно-направленных и пологих скважин и изучению баженовской свиты «Газпром нефть» ведёт в Южно-Приобском и Красноленинском месторождениях в Ханты-Мансийском автономном округе, а также на Вынгаяхинском месторождении в Ямало-Ненецком автономном округе. В Ханты-Мансийском автономном округе разработка Пальяновского месторождения (Красноленинская группа месторождений) началась в марте 2018 года.
На Средне-Назымском месторождении компания РИТЭК реализует экспериментальный проект по термогазовому воздействию на пласты баженовско-абалакского (ЮК0-1) продуктивного комплекса.